# Müge Anlı
Müge Anlı Yüzbaşıoğlu (Istanboel, 19 december 1973) is een Turkse presentatrice en journaliste. 

## Carrière
Tussen 2006 en 2008 presenteerde Anlı het programma Dobra Dobra op de televisiezender Kanal D. Op 18 augustus 2008 begon ze het debat- en discussieprogramma Müge Anlı ile Tatlı Sert, dat anno 2020 wordt uitgezonden op de televisiezender ATV.

## Persoonlijk leven
Tussen 1999 en 2008 was Anlı gehuwd met journalist Burhan Akdağ. Uit dit huwelijk is in 2002 dochter Lidya geboren.
Anlı kondigde op 20 juni 2022 aan dat ze voor de tweede keer gaat trouwen - met Şinasi Yüzbaşıoğlu, een ambtenaar.

## Trivia
- In 2016 won Anlı de ‘Golden Butterfly Award’ (Altın Kelebek Ödülü) voor de beste vrouwelijke presentator.[3]